# Костінешть (Констанца)
Костінешть, Костінешті (рум. Costinești) — село у повіті Констанца в Румунії. Адміністративний центр комуни Костінешть.
Село розташоване на відстані 209 км на схід від Бухареста, 25 км на південь від Констанци.

## Населення
За даними перепису населення 2002 року у селі проживали 905 осіб, з них 898 осіб (99,2%) румунів. Рідною мовою 901 особа (99,6%) назвала румунську.